# 23. juni
23. juni er dag 174 i året i den gregorianske kalender (dag 175 i skudår). Der er 191 dage tilbage af året.
- Dagen navn er Paulinus, efter en munk, der omkring år 400 led martyrdøden på denne dato i den italienske by Nola.

- Det er Sankthans aften.

- Det er Luxembourgs nationaldag.

- National helligdag i Estland

- FN's Internationale dag for offentlige tjenester.

- Sankt Helene kilde i Tisvilde. Siden det 15. århundrede er syge blevet helbredt ved at drikke af kilden; mest virkningsfuldt Sankthans aften. — Skt. Helene var en svensk helgen, hvis lig drev i land på det sted, hvor kilden udsprang.[1]

### Begivenheder
Født - Dødsfald
- 1532 - Henrik 8. af England og Frans 1. af Frankrig indgår en hemmelig aftale vendt mod kejser Karl 5. (Tysk-romerske rige).
- 1672 - Det tysk-romerske rige og kurfyrstendømmet Brandenburg slutter alliance for at standse den franske ekspansion.
- 1683 - Københavns Bagerlaug stiftes.
- 1757 - Under ledelse af general Robert Clive besejrer briterne de indiske styrker i slaget ved Plassey.
- 1815 - Napoleon 1. af Frankrig må endeligt frasige sig kejserkronen. Hans "100 dage" er dermed omme, efter at han var vendt tilbage til Paris den 20. marts samme år. Reelt er der dog kun tale om 96 dage.
- 1829 - I Lund Domkirke laurbærkrones digteren Adam Oehlenschläger - Nordens digter.
- 1839 - Storhertugdømmet Luxembourg opnår selvstændighed, garanteret af stormagterne i Londontraktaten. Indtil 1890 forbliver Luxembourg i personalunion med Holland.
- 1848 - Adolphe Sax udtager patent på sin opfindelse, saxofonen.
- 1848 - I Paris begynder de såkaldte "junidage", hvor soldater undertrykker arbejdere og lukker deres værksteder. Flere tusinde dræbes.
- 1865 - Den amerikanske brigadegeneral Stand Watie overgiver sig med sine tropper som den sidste sydstatsgeneral til nordstaterne og afslutter dermed reelt den amerikanske borgerkrig.
- 1894 - Den Internationale Olympiske Komite (IOC) grundlægges i Sorbonne i Paris på initiativ af Pierre de Coubertin.
- 1914 - Det olympiske flag med de fem ringe hejses for første gang. Det skete ved IOC's 16. session i Paris.
- 1919 - Ved slaget ved Cēsis under Lettiske krig for uafhængighed vandt en estisk-lettisk fælleshær over von der Goltz og Jerndivisionen en afgørende sejr, der vendte krigen for begge landes selvstændighed til deres fordel
- 1940 - Hitler besøger det nyligt besatte Paris.
- 1944 - Der foretages dansk inspektion i Theresienstadt i den del af KZ-lejren, hvor de danske jøder er interneret. Besøget benyttes efterfølgende af lejrledelsen til propaganda.
- 1956 - Oberst Gamal Abdel Nasser vælges til ægyptisk præsident.
- 1968 - Danmarks fodboldlandshold vinder 5-1 over Norge.
- 1972 - I Watergate-skandalen optages en samtale mellem præsident Richard Nixon og H.R. Haldeman, hvor de diskuterer muligheden for at få CIA til at forhindre FBI's undersøgelse af indbrudene i Watergate-bygningen.
- 1973 - Paven åbner Vatikangalleriet for moderne kunst.
- 1976 - Den radikale leder Hilmar Baunsgaard meddeler, at han forlader politik ved næste valg. Han peger på Niels Helveg Petersen som sin efterfølger.
- 1984 - Den koldeste, vådeste og meste stormfulde sankthansaften i mands minde. De færreste bål når at blive tændt. 900 både på vej Sjælland Rundt må søge havn.
- 1985 - 329 omkommer, da en indisk jumbojet styrter ned i Atlanterhavet 200 km sydvest for Irland fra 9.500 meters højde. Der er mistanke om et attentat, og personer der har sagt, at de tilhører sikhiske terrorgrupper i USA og Canada, tager ansvaret for attentatet.
- 1988 - Trafikminister H.P. Clausen tager det første spadestik til Storebæltsbroen.
- 1991 - Moldova erklærer sig uafhængige.
- 1996 - Michael Johnson fra USA sætter i Atlanta, USA, ny verdensrekord i 200-meter-løb med tiden 19,66 sekunder.
- 2016 - Ved en folkeafstemning stemmer 51,89 procent af de britiske vælgere for, at Storbritannien skal forlade EU, og Brexit sættes i gang.
- 2023 - Lederen af den private paramilitære Wagnergruppe, Jevgenij Prigosjin indleder et kortvarigt oprør mod Ruslands militære ledelse og begynder en march mod Moskva.

### Født
- 1456 - Margrete af Danmark, dronning af Skotland (1469-1486). Datter af kong Christian 1. og Dorothea af Brandenburg. (død 1486).
- 1668 - Giambattista Vico, italiensk historiker og filosof (død 1744).
- 1763 - Josephine de Beauharnais, fransk kejserinde (død 1814).
- 1823 - Theodor Liebe, dansk skuespiller (død 1893).
- 1873 - Hans Rasmussen, dansk politiker og formand for Folketinget (død 1949).
- 1894 - Edvard 8., britisk konge (død 1972).
- 1903 - H.C. Branner, dansk forfatter (død 1966).
- 1910 - Jean Anouilh, fransk forfatter (død 1987).
- 1912 - Alan Turing, engelsk matematiker (død 1954).
- 1913 - William P. Rogers, amerikansk politiker (død 2001).
- 1926 - Bent Sørensen, dansk fodboldspiller (død 2011).
- 1927 - Bob Fosse, amerikansk koreograf og filminstruktør (død 1987).
- 1929 - June Carter, amerikansk sanger (død 2003).
- 1929 - Vagn Fabritius Buchwald, dansk metoritforsker.
- 1931 - Ola Ullsten, svensk diplomat (død 2018).
- 1932 - Erling Tiedemann, dansk politiker og tidligere formand for Etisk Råd (død 2015).
- 1940 - Adam Faith, engelsk sanger og skuespiller (død 2003).
- 1941 - Hans-Jørgen Nielsen, dansk forfatter (død 1991).
- 1941 - Jens Ulstrup, dansk kemiker og professor.
- 1950 - Ilse Rande, dansk skuespillerinde.
- 1955 - Jean Tigana, fransk fodboldspiller.
- 1957 - Frances McDormand, amerikansk skuespillerinde.
- 1962 - Bettina Aller, dansk direktør.
- 1963 - Colin Montgomerie, skotsk golfspiller.
- 1965 - Olav Skaaning Andersen, dansk redaktør.
- 1968 - Michael Sandstød, dansk cykelrytter.
- 1972 - Zinedine Zidane, fransk fodboldspiller.
- 1975 - Lotte Kiærskou, dansk håndboldspiller.
- 1976 - Patrick Vieira, fransk fodboldspiller.
- 1989 - Travis Bacon, amerikansk skuespiller og søn af skuespilleren Kevin Bacon.

### Dødsfald
- 79 - Vespasian, romersk kejser (født 9).
- 1857 - Christian Molbech, dansk historiker, litteraturhistoriker og udgiver af historiske kilder (født 1783).
- 1923 - Emil Glückstadt, dansk bankdirektør og etatsråd (født 1875).
- 1944 - Christian Ulrik Hansen, dansk modstandsmand (født 1921) - henrettet.
- 1959 - Boris Vian, fransk musiker og forfatter (født 1920).
- 1963 - Frans Blom, dansk opdagelsesrejsende og arkæolog (født 1893).
- 1965 - Peter Malberg, dansk skuespiller (født 1887).
- 1981 - Zarah Leander, svensk skuespiller og sanger (født 1907).
- 1989 - Werner Best, tysk jurist og rigsbefuldmægtiget i Danmark under 2. verdenskrig (født 1903).
- 1996 - Andreas Papandreou, græsk premierminister (født 1919).
- 1998 - Erik Mortensen, dansk modeskaber (født 1926).
- 1998 - Maureen O'Sullivan, irsk skuespiller (født 1911).
- 2006 - Aaron Spelling, amerikansk film- og tv-producer (født 1923).
- 2010 - Pete Quaife, britisk rockmusiker (The Kinks) (født 1943).
- 2011 - Peter Falk, amerikansk skuespiller (født 1927).
- 2013 - Bobby Bland, amerikansk blues og soul sanger (født 1930).
- 2015 - Dick Van Patten, amerikansk skuespiller (født 1928).
- 2016 - Bent Solhof, dansk pædagog og skaber af Prop og Berta (født 1937).